# Winston-Salem Cycling Classic Women 2017
La 4e édition de la Winston-Salem Cycling Classic Women a eu lieu le 29 mai 2017. La course fait partie du calendrier international féminin UCI 2017 en catégorie 1.1. La course est remportée par l'Américaine Lauren Stephens.

## Présentation

### Équipes
| Équipes féminines professionnelles (10)- BTC City Ljubljana - Colavita-Bianchi - Hagens Berman-Supermint - Team Illuminate - Rally Cycling - Sho-Air Twenty20 - Team Tibco-Silicon Valley Bank - UnitedHealthcare - Visit Dallas DNA - Weber Shimano Ladies Power Équipes nationales (3)- Colombie - Canada - Mexique Équipe féminines amateur (9)- Conade Visit Mexico - IS Corp-Progress Software - Ortho Carolina - Pastaria Big Shark - Papa John’s-Trek - Pure Energy Fearless Femme - RoxSolt Attaquer - RTO - Velo Classic-Stan’s No Tubes |
| |

## Récit de la course
À mi-course, une échappée se forme. Elle est constituée de : Ruth Winder, Kirsti Lay, Ingrid Drexel, Claire Rose et Leah Thomas. Elles sont reprises peu avant le dernier tour. À environ cinq kilomètres de la ligne, Leah Thomas attaque de nouveau. Elle est suivie par Lauren Stephens, Lauretta Hanson et Lizzie Williams. Dans la dernière côte, Lauren Stephens accélère et n'est plus revue. Leah Thomas est deuxième.

## Classements

### Classement final
| \| Classement général \| Classement général \| Classement général \| Classement général \| Classement général \| \| Coureuse \| Coureuse \| Pays \| Équipe \| Temps \| \| ------------------ \| ------------------ \| ------------------ \| ----------------------------- \| ------------------ \| \| 1re \| Lauren Stephens \| États-Unis \| Tibco-Silicon Valley Bank \| 2 h 47 min 04 s \| \| 2e \| Leah Thomas \| États-Unis \| Sho-Air Twenty20 \| + 16 s \| \| 3e \| Lauretta Hanson \| Australie \| UnitedHealthcare Women's Team \| + 19 s \| \| 4e \| Lizzie Williams \| Australie \| Hagens Berman-Supermint \| + 20 s \| \| 5e \| Peta Mullens \| Australie \| Hagens Berman-Supermint \| + 32 s \| \| 6e \| Lex Albrecht \| Canada \| Tibco-Silicon Valley Bank \| + 32 s \| \| 7e \| Eugenia Bujak \| Pologne \| BTC City Ljubljana \| + 33 s \| \| 8e \| Íngrid Drexel \| Mexique \| Tibco-Silicon Valley Bank \| + 40 s \| \| 9e \| Kirsti Lay \| Canada \| Rally Cycling \| + 41 s \| \| 10e \| Polona Batagelj \| Slovénie \| BTC City Ljubljana \| + 41 s \| \| 11e \| Emma Grant \| Royaume-Uni \| Colavita-Bianchi \| + 42 s \| \| 12e \| Erica Allar \| États-Unis \| Rally Cycling \| + 43 s \| \| 13e \| Rushlee Buchanan \| Nouvelle-Zélande \| UnitedHealthcare Women's Team \| + 44 s \| \| 14e \| Samantha Schneider \| États-Unis \| \| + 44 s \| \| 15e \| Ruth Edwards \| États-Unis \| UnitedHealthcare Women's Team \| + 45 s \| |                    |                  |                               |                 |
| |                    |                  |                               |                 |
| Sources : ProCyclingStats Cycling Quotient |                    |                  |                               |                 |
| Classement général |                    |                  |                               |                 |
| Coureuse | Coureuse           | Pays             | Équipe                        | Temps           |
| 1re | Lauren Stephens    | États-Unis       | Tibco-Silicon Valley Bank     | 2 h 47 min 04 s |
| 2e | Leah Thomas        | États-Unis       | Sho-Air Twenty20              | + 16 s          |
| 3e | Lauretta Hanson    | Australie        | UnitedHealthcare Women's Team | + 19 s          |
| 4e | Lizzie Williams    | Australie        | Hagens Berman-Supermint       | + 20 s          |
| 5e | Peta Mullens       | Australie        | Hagens Berman-Supermint       | + 32 s          |
| 6e | Lex Albrecht       | Canada           | Tibco-Silicon Valley Bank     | + 32 s          |
| 7e | Eugenia Bujak      | Pologne          | BTC City Ljubljana            | + 33 s          |
| 8e | Íngrid Drexel      | Mexique          | Tibco-Silicon Valley Bank     | + 40 s          |
| 9e | Kirsti Lay         | Canada           | Rally Cycling                 | + 41 s          |
| 10e | Polona Batagelj    | Slovénie         | BTC City Ljubljana            | + 41 s          |
| 11e | Emma Grant         | Royaume-Uni      | Colavita-Bianchi              | + 42 s          |
| 12e | Erica Allar        | États-Unis       | Rally Cycling                 | + 43 s          |
| 13e | Rushlee Buchanan   | Nouvelle-Zélande | UnitedHealthcare Women's Team | + 44 s          |
| 14e | Samantha Schneider | États-Unis       |                               | + 44 s          |
| 15e | Ruth Edwards       | États-Unis       | UnitedHealthcare Women's Team | + 45 s          |

### Points UCI
| Position,          | 1er | 2e | 3e | 4e | 5e | 6e | 7e | 8e | 9e | 10e | 11e | 12e | 13e | 14e | 15e | 16e | 17e | 18e |
| Classement général | 80  | 60 | 45 | 35 | 30 | 25 | 21 | 18 | 15 | 12  | 10  | 8   | 6   | 5   | 4   | 3   | 2   | 1   |